# Arnage
Arnage ist eine französische Gemeinde mit 5.463 Einwohnern (Stand: 1. Januar 2022) im Département Sarthe in der Region Pays de la Loire. Arnage gehört zum Arrondissement Le Mans und zum Kanton Le Mans-6. Die Einwohner werden Arnageois genannt.

## Geographie
Arnage liegt am Fluss Sarthe, in den hier das Flüsschen Roule Crotte einmündet und der die westliche Gemeindegrenze bildet. Umgeben wird Arnage von den Nachbargemeinden Le Mans im Norden, Mulsanne im Osten, Moncé-en-Belin im Süden, Spay im Westen sowie Allonnes im Nordwesten.
Im Gemeindegebiet liegt ein kleiner Teil des Flughafens Le Mans-Arnage. Der Bahnhof der Gemeinde liegt an der Bahnstrecke Tours–Le Mans und wird im Regionalverkehr mit TER-Zügen bedient. Durch die Gemeinde führt die frühere Route nationale 767.

## Geschichte
Die Gemeinde Arnage entstand 1853 durch Teile der Gemeinden Moncé-en-Belin, Pont-Lieue und Spay.

### Bevölkerungsentwicklung
| 1962          | 1968 | 1975 | 1982 | 1990 | 1999 | 2006 | 2011 | 2018 |
| ------------- | ---- | ---- | ---- | ---- | ---- | ---- | ---- | ---- |
| 3315          | 3697 | 5004 | 5367 | 5600 | 5565 | 5229 | 5131 | 5351 |
| Quelle: INSEE |      |      |      |      |      |      |      |      |

## Gemeindepartnerschaften
Mit der niedersächsischen Gemeinde Hude besteht seit 1983 eine Partnerschaft, mit der mecklenburgischen Stadt Kröpelin seit 1990.

## Trivia
Nach der Gemeinde ist das Auto-Modell Bentley Arnage benannt.